# Alexander Lippisch
Alexander Martin Lippisch (2 de novembre de 1894 – 11 de febrer de 1976) va ser un enginyer aeronàutic alemany, un pioner de l'aerodinàmica que va fer importants contribucions a la comprensió dels avions sense cua, les ales delta i l'efecte sol, i també va treballar als EUA. Els dissenys més famosos són el Messerschmitt Me 163 un caça amb un motor de coet i el Dornier Aerodyne, un vehicle aeri no tripulat.

## Biografia

### Joventut i Primera Guerra Mundial
Lippisch va néixer a Múnic, Regne de Baviera. Va planejar seguir les passes del seu pare a l'escola d'art fins que va intervenir l'esclat de la Primera Guerra Mundial. Durant el seu servei amb l'exèrcit alemany, entre 1915-1918, Lippisch va tenir l'oportunitat de volar com a fotògraf aeri i dibuixant de mapes.

### Periode d'entreguerres
Després de la guerra, Lippisch va treballar amb la companyia Zeppelin i va ser en aquest moment quan es va interessar per avions sense cua. El 1921, el seu primer disseny que va ser construït per la seva amiga Gottlob Espenlaub va ser el planador Espenlaub E-2. Aquest va ser l'inici d'un programa de recerca que tindria com a resultat una cinquantena de dissenys al llarg dels anys vint i trenta. La reputació creixent de Lippisch el va portar a ser nomenat el 1925 com a director de l'àrea de disseny de la Rhön-Rossitten Gesellschaft (RRG), una organització impulsora del vol sense motor que incloïa grups de recerca i instal·lacions de construcció.
Lippisch també va dissenyar aeronaus convencionals en aquesta època, incloent el Wien de 1927 i el seu successor el Fafnir de 1930. El 1928, El Lippisch Ente (Ànec) es va convertir en el primer avió que va volar amb el poder dels coets. Va reprendre el seu treball, donant lloc a una sèrie de dissenys anomenats Storch I - Storch IX (Cigonya I-IX), majoritàriament planadors. Aquests dissenys van atraure poc interès del govern i de la indústria privada.
L'experiència amb la sèrie Storch va portar a Lippisch a concentrar-se cada cop més en dissenys en ala delta. El Delta I va ser el primer avió d'ala delta sense cua del món va volar el 1931. Aquest interès va suposar cinc avions, numerats Delta I - Delta V, que es van construir entre el 1931 i el 1939. El 1933, la RGG s'havia reorganitzat en la Deutsche Forschungsanstalt für Segelflug (Institut alemany de vol a vela, DFS) i el Delta IV i Delta V van ser designats DFS 39 i DFS 40 respectivament.

### Segona Guerra Mundial
A principis del 1939, el Reichsluftfahrtsministerium (RLM, Ministeri de l'aviació del Reich) va traslladar Lippisch i el seu equip a treballar a la fàbrica Messerschmitt, per tal de dissenyar un avió de caça d'alta velocitat al voltant dels motors de coets, en desenvolupament per Hellmuth Walter. L'equip va adaptar ràpidament el seu disseny més recent, el DFS 194, incorporant-li els coets, el primer exemplar va volar amb èxit a principis de 1940. Això va demostrar amb èxit la tecnologia del que es convertiria en el Messerschmitt Me 163 Komet.
Tot i que tècnicament novedosa, el Komet no va demostrar ser una arma exitosa i la fricció entre Lippisch i Messerschmitt era freqüent. El 1943, Lippisch es va traslladar a l'Institut de Recerca Aeronàutica de Viena (Luftfahrtforschungsanstalt Wien, LFW), per concentrar-se en els problemes del vol d'alta velocitat. Aquest mateix any, va obtenir un doctorat en enginyeria per la Universitat de Heidelberg.
La investigació del túnel de vent del 1939 havia suggerit que l'ala delta era una bona opció per al vol supersònic, i Lippisch es posà a treballar dissenyant un caça supersònic, amb un estatoreactor, el Lippisch P.13a. Quan va acabar la guerra, el projecte només s'havia avançat fins al punt de la construcció del planador de prova, el DM-1.

### Postguerra
Com molts científics alemanys, Lippisch va ser portat als Estats Units després de la guerra en el marc de l'operació Paperclip.

#### Convair
Els avenços en el disseny dels motors de reacció van fer que les idees de Lippisch fossin més pràctiques i Convair es va interessar per un disseny de motors de reacció/coets híbrids (potència mixta) que van proposaren el F-92. Per obtenir experiència amb el maneig de les ales delta a gran velocitat, van construir per primera vegada un avió de prova, el 7002 que, el 9 de juny de 1948, es va convertir en el primer avió d'ala delta impulsat per un motor de reacció que va volar. Tot i que la Força Aèria dels Estats Units va perdre interès pel F-92, el següent model de prova 7003 va ser designat XF-92A. Això va portar a Convair a proposar l'ala delta per a la majoria dels seus projectes a la dècada de 1950 i a la dècada de 1960, inclosos els Delta-Dagger F-102, Delta Dart F-106 i B-58 Hustler.

#### Avions d'efecte sol
Entre 1950 i 1964, Lippisch va treballar per a la companyia de ràdio Collins a Cedar Rapids, Iowa, que tenia una divisió aeronàutica. Durant aquest temps, el seu interès es va transformar cap a les embarcacions d'efecte sòl. Els resultats van ser un avió VTOL no convencional (que va convertir-se finalment en el Dornier Aerodyne) i un hidroavió d'investigació, el X-112, volat el 1963. Tot i això, Lippisch va contreure càncer i va renunciar a Collins.
Quan es va recuperar el 1966, va formar la seva pròpia empresa de recerca, Lippisch Research Corporation, i va atraure l'interès del govern de l'Alemanya de l'Oest. Es van construir prototips tant per a l'aerodina com per a una aeronau amb efecte sòl RFB X-113 (1970) i després RFB X-114 (1977), però no es va dur a terme cap desenvolupament més.